# اعتراض استرداد الضريبة
اعتراض استرداد الضريبة هو عمل من أعمال الهيئة المسؤولة عن إرسال مردودات الضريبة باستخدام كل أو جزء من المبلغ للوفاء بالتزام دافعي الضرائب بدلاً من إرسال الأموال إلى دافع الضرائب نفسه. وتجيز مختلف القوانين هذا الإجراء الذي يجبر دافعي الضرائب على سداد أنواع معينة من القروض.
تشمل بعض الالتزامات المشتركة التي يتم اعتراض استراداد الضريبة لها، الضرائب المستحقة وقروض الطلاب ودعم الأطفال والغرامات والتعويض وحجز مال المدين من الأجور. وبينما يتم اعتراض الضرائب أحيانًا لسداد الرصيد إلى هيئة جمع تديرها الحكومة، لا تسمح بعض الولايات القضائية باعتراض المبالغ المستردة لدفعها إلى هيئة جمع خاصة.
في الولايات المتحدة، يسمح قانون الإيرادات الداخلية لدائرة الإيرادات الداخلية (IRS) بتحويل المبالغ الزائدة من الضرائب لتلبية الضرائب الفيدرالية الأخرى والتزامات الدعم المحددة متأخرة الدفع والديون المستحقة على الوكالات الفيدرالية الأخرى والتزامات سداد ضريبة الدخل للدولة وبعض ديون تعويضات البطالة.
في عام 2008، تمت مصادرة ما يقرب من ملياري دولار من أموال خصم الضرائب بموجب قانون التحفيز الاقتصادي لعام 2008 لدفع الضرائب المتأخرة ودعم الأطفال وقروض الطلاب.